# Dr Jekylls 2 ansikten
Dr Jekylls 2 ansikten (originaltitel: The Two Faces of Dr. Jekyll) är en brittisk skräckfilm från 1960, regisserad av Terence Fisher och producerad av Hammer Film Productions. Filmen är löst baserad på romanen Dr. Jekyll och Mr. Hyde av Robert Louis Stevenson.

## Handling
Dr. Henry Jekyll experimenterar med att finna ett sätt att avslöja den gömda, onda sidan, som finns i varje person; men släpper i processen lös en mördare inom sig själv.

## Om filmen
Dr Jekylls 2 ansikten är baserad på Robert Louis Stevensons roman Dr. Jekyll och Mr. Hyde. 
Christopher Lee var från början intresserad av att spela Jekyll/Hyde men fick istället birollen som Paul Allen, en roll skrivits speciellt för honom. Lee kom dock att spela karaktären (om än under annat namn) i filmen Fruktans monster från 1971.

## Rollista ( i urval)
| Skådespelare     | Roll                 | Anmärkning  |
| ---------------- | -------------------- | ----------- |
| Paul Massie      | Jekyll/Hyde          |             |
| Dawn Addams      | Kitty Jekyll         |             |
| Christopher Lee  | Paul Allen           |             |
| David Kossof     | Ernst Litauer        |             |
| Norma Maria      | Maria                |             |
| Francis de Wolff | Polisinspektör       |             |
| Joy Webster      | Jenny                |             |
| Oliver Reed      | Bråkstake på bordell | Okrediterad |

### Webbkällor
- Dr Jekylls 2 ansikten - Svensk filmdatabas
- Dr Jekylls 2 ansikten - Internet Movie Database (på engelska)
- Dr Jekylls 2 ansikten - Filmtipset.se